# Tom Paxton

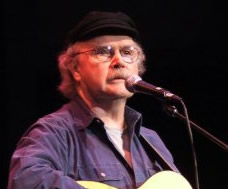
Tom Paxton

Thomas Richard Paxton (* 31. Oktober 1937 in Chicago, Illinois) ist ein US-amerikanischer Folksänger, Singer-Songwriter und Kinderbuchautor.

## Leben
Geboren als jüngstes Kind von Burton und Esther Paxton, zog er 1948 im Alter von 10 Jahren mit seinen Eltern nach Bristow, Oklahoma, wo er aufwuchs, und das er als seine Heimat betrachtet. Nach Abschluss der Bristow High School begann er ein Studium an der University of Oklahoma mit dem Hauptfach Drama, wandte sich aber immer mehr der Folkmusik zu. Während seines Wehrdienstes in der United States Army (Army Reserves) war er in New York City stationiert, wo er nach seiner Entlassung blieb und Anfang der 1960er Jahre in der Folk-Musik-Szene von Greenwich Village heimisch wurde. Seine ersten Auftritte hatte er im Kaffeehaus The Gaslight, das 1962 auch seine erste Platte produzierte. 1963 heiratete er seine Freundin Midge, mit der er die Töchter Jennifer und Kate sowie drei Enkelsöhne hat. 1964 wurde er von der Firma Elektra Records unter Vertrag genommen, die seine bekanntesten frühen Songs veröffentlichte, 1965 tourte er erstmals durch Großbritannien, wo er seither mindestens einmal pro Jahr auf Tournee ist. Außer in den USA und Großbritannien ist Tom Paxton auf zahlreichen Tourneen in Kanada, Australien, Neuseeland, Japan, Hongkong, Frankreich, Italien, Belgien, den Niederlanden und den skandinavischen Ländern aufgetreten.

## Werk
Tom Paxton ist der Autor mehrerer hundert Folksongs, von denen The Last Thing On My Mind, Ramblin' Boy, Bottle Of Wine, Whose Garden Was This?, What Did You Learn in School Today? und Peace Will Come am bekanntesten geworden sind, sowie von zahlreichen Liedern für Kinder wie Goin' To The Zoo oder The Marvelous Toy. Daneben ist er als Kinderbuchautor mit bisher 16 Titeln wie The Story of Santa Claus und Goin' To The Zoo hervorgetreten. Er wurde zweimal für den Grammy nominiert: 2002 für seine Kinder-CD Your Shoes, My Shoes und 2003 in der Kategorie Bestes zeitgenössisches Folk-Album für seine CD Looking For The Moon. Er hat etwa 40 eigene Alben veröffentlicht, Lieder von Tom Paxton wurden aber auch von Hunderten anderer Künstler aufgenommen. So übertrug beispielsweise der Liedermacher Hannes Wader Paxtons Lied Last thing on my mind im Jahr 2008 ins Deutsche und singt es seitdem regelmäßig auf seinen Tourneen (Ich werd' es überstehn, veröffentlicht auf dem Album Nah dran).
Tom Paxton steht in der Tradition der politisch linksgerichteten, sozialkritischen Folk-Bewegung, wie sie etwa von Woody Guthrie und Pete Seeger repräsentiert wird. Neben romantischen Liebesliedern machen Songs mit politischer Aussage den Großteil seines Werkes aus, von der Bewegung gegen den Vietnamkrieg in den 1960er Jahren bis hin zum Kampf gegen die Bush-Regierung und die religiöse Rechte am Beginn des 21. Jahrhunderts. Dazu gehören auch die sogenannten „short shelf-life songs“ („Lieder mit kurzer Haltbarkeitsdauer“), meist kurze Spottlieder auf aktuelle politische Ereignisse, die er im Anfangsteil seiner Konzerte singt, aber wegen ihrer kurzlebigen Zeitgebundenheit nicht als Aufnahme veröffentlicht.
Paxton ist eine bedeutende Figur in der amerikanischen Folk-Szene. Er hat zahlreiche junge Musiker in ihren Anfängen unterstützt und wird von Musikerkollegen wegen seiner Uneigennützigkeit und Großherzigkeit geschätzt.

## Alben (Auswahl)
- I'm the Man That Built the Bridges (1962) (Gaslight)
- Ramblin' Boy (1964) (Elektra)
- Ain't That News (1965) (Elektra)
- Outward Bound (1966) (Elektra)
- Morning Again (1967) (Elektra)
- The Compleat Tom Paxton (1970)  (Elektra), Live-Doppelalbum
- How Come The Sun (1971) (Reprise)
- Peace Will Come (1972) (Reprise)
- Heroes (1978) (Vanguard)
- Best of Friends (1984, CD: Appleseed Records, 2004), mit Bob Gibson and Anne Hills
- One Million Lawyers And Other Disasters (1985) (Flying Fish Records)
- Loving You (1986) (Flying Fish Records)
- Politics Live (1988) (Flying Fish Records)
- It Ain't Easy (1991) (Flying Fish Records)
- Even A Grey Day (1992) (Flying Fish Records)
- Wearing The Time (1994) (Sugar Hill)
- Under American Skies (2001) (Appleseed)
- Looking For The Moon (2002) (Appleseed)

CDs für Kinder:
- Goin' To The Zoo (1997)
- I've Got a Yo-Yo (1997)
- A Child's Christmas (1997)
- Fun Food Songs (1999)
- Your Shoes, My Shoes (2001)
- Together (mit John McCutcheon) (2023)

## Bücher für Kinder
- Aesop's Fables (1988)
- Jennifer's Rabbit (1988)
- The Story of Santa Claus (1995)
- Goin' To The Zoo (1996)
- The Jungle Baseball Game (1999)